# Acrocormus ulmi
Acrocormus ulmi är en stekelart som beskrevs av Yang 1996. Acrocormus ulmi ingår i släktet Acrocormus och familjen puppglanssteklar. Inga underarter finns listade i Catalogue of Life.